# 雕具座
雕具座，是一個黯淡的南天星座，是現代88星座之一，由法國天文學家尼可拉·路易·拉卡伊於1750年代劃定。它的拉丁文名稱“caelum”指的是“鑿子”，舊拉丁名稱為“Caelum Scalptorium”（意指雕刻者們的鑿子）；“caelum”是一個僻字，與意指天空、天堂或大氣層的常用字“caelum”沒有任何關係。它是全天面積第8小的星座，其所對的立體角約為0.038球面度，只比南冕座的小一點兒。
由於雕具座面積小，離銀河系平面遠，而且又沒有多少有趣的天體，因此是一個頗為無趣的星座。雕具座最亮的恆星雕具座α的視星等只有4.45，另外只有一顆恆星亮於視星等5──雕具座γ¹。其他值得注意的雕具座天體還包括距地球20.13秒差距（65.7光年）且擁有一個行星的聯星雕具座RR、與雕具座γ¹組成光學雙星的盾牌座δ變星雕具座X，以及最初看起來像噴流且沒有可見宿主星系的西佛星系HE0450-2958。

## 歷史
雕具座最早由法國天文學家尼可拉·路易·拉卡伊於18世紀創立，他同時也創立了另外13個南天星座。拉卡伊用法語的“Burin”一詞（意為雕刻刀）來為這星座命名，而最初拉丁化的名稱為“Caelum Scalptorium”（意為雕刻者的鑿子）。

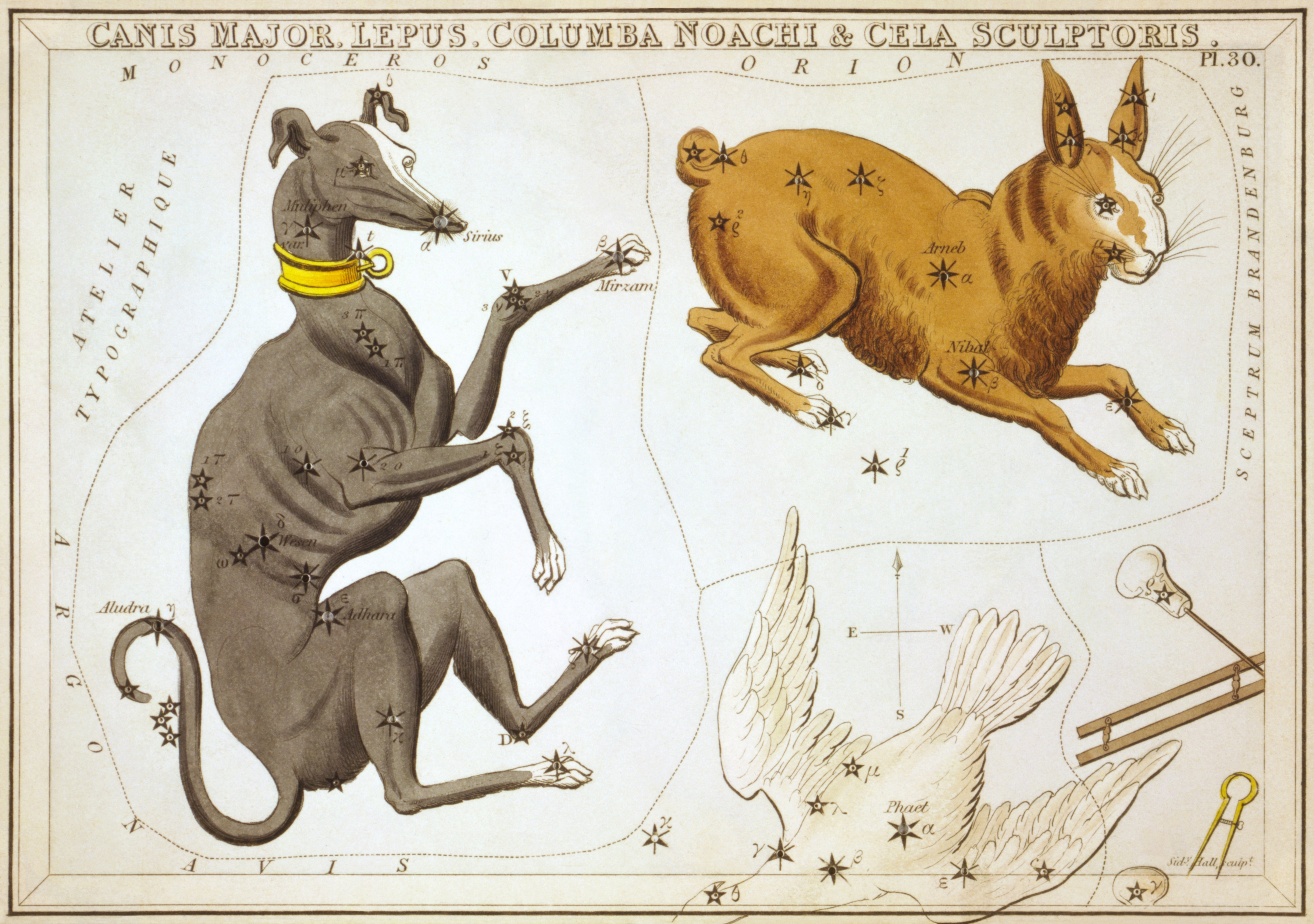
圖為1825年的星圖 《烏拉尼亞之鏡》，可見雕具座在右下角，標記為“Cela Sculptoris”。

英國天文學家弗朗西斯·貝利依照約翰·赫歇爾的建議，也將二字的拉丁名縮減成一字的“Caelum”。雖然雕具座在拉卡伊最初的星圖中是以雕刻刀和刻版畫用的雕刻針（échoppe）來表示，但後來變成只用鑿子來代表。德國天文學家約翰·波得不使用原文複數所有者的單數“Caelum Scalaptorium”（雕刻者們的鑿子），而改為使用單數所有者的複數“Caela Scalptoris”（雕刻者的鑿子們，德語為(die) Grabstichel）來作這星座的名字，但這種寫法當時並沒有得到普及。

## 總體特點
雕具座的南邊是劍魚座和繪架座，東邊是時鐘座和波江座，北邊是天兔座，西邊是天鴿座。雕具座的面積只有125平方度，在現代88星座中名列第81位。在南半球的夏季雕具座出現於南天顯著的地方，北緯41度線以南的觀察者能在某些月份觀察到整個雕具座。組成雕具座主星群的恆星共有4顆，星座內視星等亮於6.5的恆星則有20顆。
雕具座的邊界由比利時天文學家尤金·德爾波特於1930年制定，形狀是十二邊的多邊形。這些邊界位處赤道坐標系統的赤經坐標04h 19.5m至05h 05.1m之間，以及赤緯坐標−27.02°至−48.74°之間。國際天文聯會於1922年決定採用“Cae”作為雕具座的三字母縮寫。

## 細節特徵

### 恆星
雕具座是一個黯淡的星座：它沒有任何視星等亮於4的恆星，只有兩顆視星等亮於5的恆星。拉卡伊於1756年以拜耳命名法把α到ζ（第1至6個希臘字母）分配了給6顆恆星，但就沒有使用ε，而把相鄰的兩顆星都命名為γ。約翰·波得後來再以拜耳命名法把到ρ（第17個希臘字母）為止的希臘字母都分配給雕具座內的其他恆星，但這些命名大部份已被廢棄不用。由於雕具座的位置實在太靠近南方了，因此並沒有得到佛蘭斯蒂德命名法的命名。

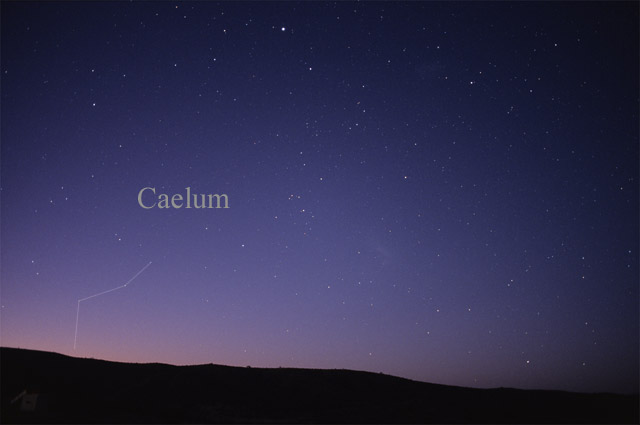
肉眼所見的雕具座。

雕具座內最亮的恆星雕具座α是一組雙星，距地球20.17秒差距（65.8光年），內含一顆視星等為4.45的F型主序星和一顆視星等為12.5的紅矮星。雕具座β又是一顆F型星，它的視星等為5.05，較雕具座α遠，距地球28.67秒差距（93.5光年）。β跟α不一樣，它是一顆次巨星，處於比主序星後一點的恆星演化階段。雕具座δ的視星等也是5.05，是一顆遙遠得多的B型次巨星，距地球216秒差距（700光年）。
雕具座γ¹是一組雙星，主星是一顆視星等為4.58的紅巨星，伴星的視星等為8.1。主星距地球55.59秒差距（181.3光年）。由於兩顆星的視星等差距大以及相隔不遠，因此用小型的業餘望遠鏡很難分辨出它們是兩顆星。這組恆星與無關聯的雕具座X（前名雕具座γ²）組成了光學雙星，雕具座X距地球98.33秒差距（320.7光年），是一顆盾牌座δ變星。那是一種具有短週期（最長6小時）光度脈動的恆星，可用作標準燭光和星震學的研究對象。雕具座X本身也是聯星，具體來說是密接聯星，也就是說那兩顆恆星接近到能夠共有包層。雕具座RV是雕具座內另一顆肉眼能見的變星，它是一顆光譜型為M1III的脈動紅巨星，其視星等的變化範圍為6.44至6.56。
現在仍會間中以拜耳命名來稱呼雕具座內的三顆其他恆星，不過它們的亮度都在肉眼能見度的邊緣。雕具座ν是另一組雙星，內有一顆視星等為6.07的白色巨星，和一顆視星等為10.66且光譜型未知的恆星。這個系統距地球約52.55秒差距（171.3光年）。雕具座λ的視星等為6.24，它是一顆距地球227秒差距（740光年）的紅巨星，因此顏色比ν紅得多，也比ν離地球遠得多。雕具座ζ比前面兩顆恆星更加黯淡，它的視星等只有6.36。這顆恆星距地球132秒差距（430光年），它是一顆光譜型為K1的K型次巨星。雕具座內其餘12顆肉眼能看見的恆星已經不再使用波得的拜耳命名，其中包括雕具座RV。

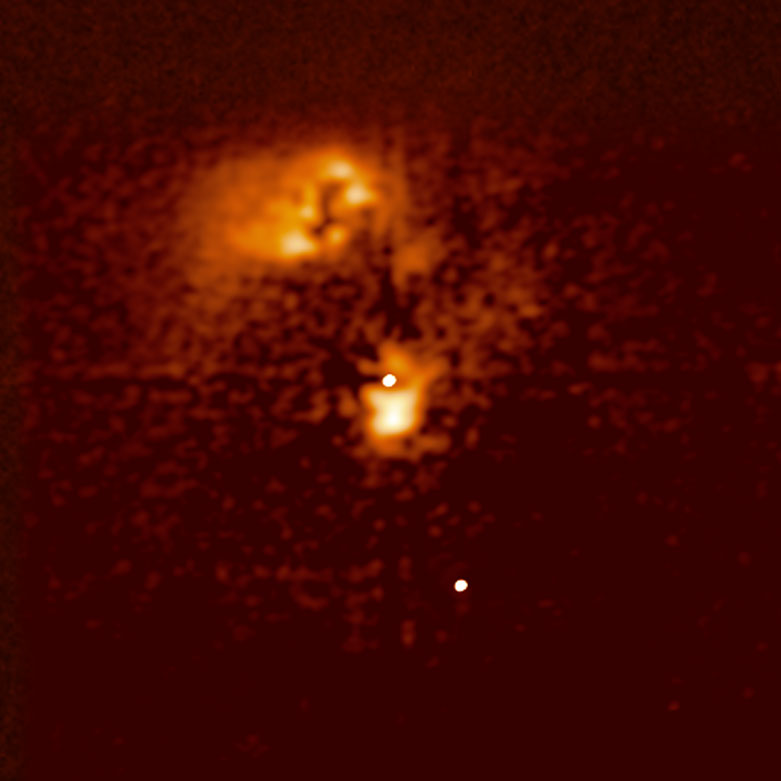
圖為位於雕具座的西佛星系HE0450-2958，是一個不尋常的活動星系。

雕具座RR是此星座內其中一組距地球最近的恆星，它是一組互食雙星，與地球的距離為20.13秒差距（65.7光年）。這個恆星系統內有一顆昏暗的紅矮星和一顆白矮星.。雖然雕具座RR離地球較近，但是由於它的兩顆恆星都暗，所以視星等只有14.40，因此用業餘的裝備很難看到。2012年天文學家發現了這個恆星系統含有一顆巨行星，而且還發現了第二顆次恆星天體存在的證據。這個系統是一組後共有包層聯星，其角動量隨時間流失，最終導致紅矮星向白矮星傳質。這在90至200億年後會使得整個系統變成激變變星。

### 深空天體
由於雕具座不但面積小，而且離銀河系平面遠，因此深空天體甚為缺乏，也沒有梅西耶天體。雕具座內唯一受到不少關注的深空天體叫HE0450-2958，它是一個不尋常的西佛星系，其噴流的宿主星系最初很難找，而且那噴流就像從虛無中噴射出來一樣。雖然有人提出該天體是一個被射出的超大質量黑洞，但是天文學家普遍認為宿主是一個很難看見的小星系，那噴流和旁邊星暴星系的光使得它很難被看見。

## 外部連結
- 陳輝樺，認識星座：雕具座（Caelum） （页面存档备份，存于），出自AEEA天文教育資訊網 （页面存档备份，存于）。